# DNAJB6
DnaJ 상동 서브 패밀리 B 구성원 6은 인간에서 DNAJB6 유전자에 의해 암호화되는 단백질이다.

## 기능
이 유전자는 DNAJ 단백질 패밀리의 구성원을 암호화한다. DNAJ 패밀리 구성원은 'J 도메인'이라 불리는 아미노산 가닥을 특징으로 하며, 단백질 접힘 및 올리고머 단백질 복합체와 같은 광범위한 세포에 관여하는 샤페로닌의 2가지 주요 부류 중 하나로서 기능한다. 이 패밀리 구성원은 특정 뉴런에서 폴리 글루타민 응집에 역할을 할 수도 있다. 이 유전자의 대안적 스플라이싱은 다수의 전사 변이체를 초래한다. 그러나 모든 변형이 완전히 설명된 것은 아니다.

## 상호 작용
DNAJB6는 케라틴 18과 상호 작용하는 것으로 나타났다. 또한 Aβ42은 DNAJB6에 의해 농도 의존적 방식으로 지연되고, 화학량론적 몰비의 샤페로닌 대 펩타이드의 매우 낮은 화학량론적 몰비로 확장된다.